# Lutz Mez

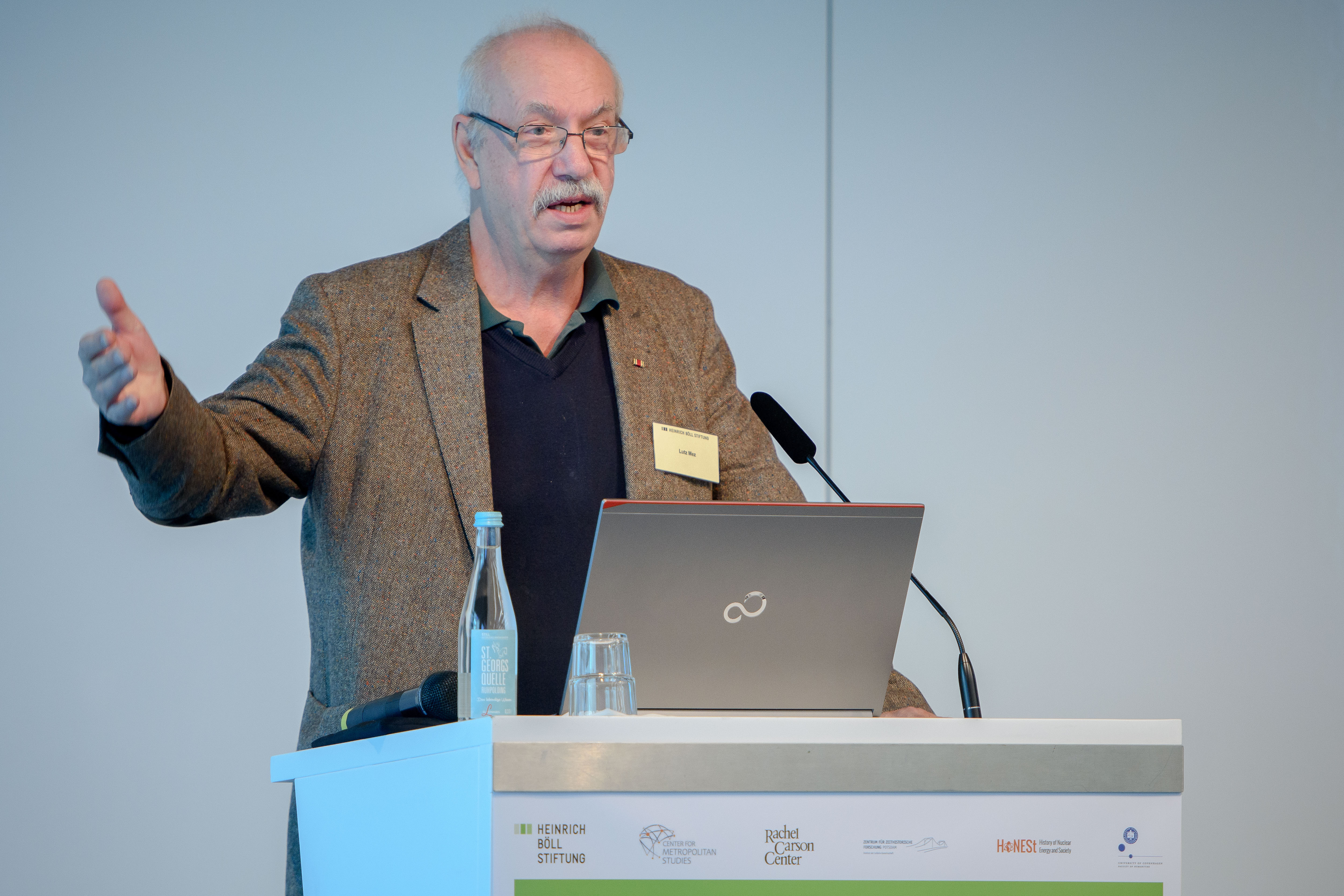
Lutz Mez, 2016

Lutz Mez (* 2. August 1944 in Karlsbad, Reichsgau Sudetenland) ist ein deutscher Politikwissenschaftler.

## Wirken
Mez forscht v. a. auf dem Gebiet der Energie- und Umweltpolitik von Industrieländern mit dem Schwerpunkt Kernenergie-, Klimaschutz- und Elektrizitätspolitik. Er ist Mitgründer der Forschungsstelle für Umweltpolitik (FFU) der Freien Universität Berlin und war von 1991 bis April 2010 deren Geschäftsführer. 1993–1994 war er Gastprofessor am Roskilde Universitätscenter, Dänemark, Department of Environment, Technology and Social Studies. 2001 habilitierte er im Fach Politikwissenschaft. Er war Mitglied im Wissenschaftlichen Beirat von Attac und von 2009 bis 2015 Koordinator des Interdisziplinären Zentrums „Berlin Centre for Caspian Region Studies (BC CARE)“ der Freien Universität Berlin. 2016 erhielt er das Bundesverdienstkreuz am Bande.

## Publikationen (Auswahl)
- Lutz Mez, Lars Gerhold, Gerhard de Haan (Hrsg.): Atomkraft als Risiko – Analysen und Konsequenzen nach Tschernobyl, Peter Lang Verlag, Frankfurt/M. 2010.
- Lutz Mez, Mycle Schneider, Steve Thomas (Eds.): International Perspective on Energy Policy and the Role of Nuclear Power. Multi Science Publishing, Brentwood 2009.
- Mischa Bechberger, Lutz Mez, Annika Sohre (Hrsg.): Windenergie im Ländervergleich. Steuerungsimpulse, Akteure und technische Entwicklung in Deutschland, Dänemark, Spanien und Großbritannien. Peter Lang Verlag, Frankfurt/M. 2008.
- Michaele Schreyer, Lutz Mez: ERENE – Eine Europäische Gemeinschaft für Erneuerbare Energien. In: Heinrich-Böll-Stiftung (Hrsg.): Band 3 der EUROPA Reihe. Berlin 2008.
- Lutz Mez (Ed.): Green Power Markets: Support Schemes, Case Studies and Perspectives. Multi-Science Publishing, Brentwood, Essex 2007, ISBN 0906522595.
- Sigrid Koch-Baumgarten, Lutz Mez (Hrsg.): Medien und Policy. Neue Machtkonstellationen in ausgewählten Politikfeldern. Peter Lang Verlag, Frankfurt/M. 2007, ISBN 3-631-55885-6.
- Lutz Mez: Instrumente im Wandel. Nachhaltige Energiepolitik in Deutschland, Dänemark und den Niederlanden im Vergleich, Berlin 2001.
- Lutz Mez, Rainer Osnowski: RWE – Ein Riese mit Ausstrahlung. Kiepenheuer & Witsch, Köln 1996.
- Lutz Mez, Martin Jänicke, Jürgen Pöschk: Die Energiesituation in der vormaligen DDR. Darstellung, Kritik und Perspektiven der Elektrizitätsversorgung. edition sigma, Berlin 1991.
- AG Atomindustrie: Wer mit wem in Atomstaat und Großindustrie. Zweitausendundeins, Frankfurt/M. 1987.

## Festschrift
- Achim Brunnengräber, Maria Rosaria Di Nucci (Hrsg.), Im Hürdenlauf zur Energiewende. Von Transformationen, Reformen und Innovationen. Zum 70. Geburtstag von Lutz Mez, Wiesbaden 2014, ISBN 978-3-658-06787-8.